# Idol 2015
Idol 2015 var  TV-programmet Idols elfte säsong i Sverige som likt tidigare år sändes på TV4. Säsongen hade premiär 17 augusti 2015, och avslutades med en final den 4 december samma år. Att en elfte säsong skulle komma att produceras meddelades direkt efter att vinnaren av Idol 2014 korats. Samma kväll öppnades ett intresseformulär där man kunde anmäla sitt intresse till programmet. Inför säsongen meddelades det att det inte skulle bli några direkta förändringar i uppställningarna gällande programledare (Pär Lernström) och jury (Alexander Bard, Laila Bagge och Anders Bagge). Däremot sade juryn inför inspelningarna att denna säsong blir den sista säsongen som de kommer att utgöra Idoljuryn.
För att få delta i Idol denna säsong skulle man vara minst 16 år gammal (ålderskravet gällde att ha fyllt 16 senast den 1 september 2015).
En stor nyhet för denna säsong blev att programmets jury valde att skicka vidare alla tre semifinalister till finalen. Detta har aldrig tidigare hänt i svenska Idols historia.

## Tävlingsupplägg
Programmet har fått samma upplägg som tidigare säsonger, dvs. att man inledde med en auditionturné under våren och avslutar med final i december 2015. Under den första auditionturnén gjorde programmets jury dels en gemensam turné men också varsin egen turné där varje jurymedlem tog med sig en bisittare. Sändningarna sker med start den 17 augusti 2015. 
Från början sändes programmet varje måndag, tisdag och onsdag fyra veckor i rad där audition och slutaudition visades. Vecka 38 (14-18 september) sändes sedan kvalveckan från en studio i Frihamnen i Stockholm och fredagen därpå började veckofinalerna sändas och denna gång från Stockholmsmässan i Älvsjö utanför Stockholm. Alla veckofinaler utom finalen hålls i Stockholmsmässan, finalen hålls istället i Globen i Stockholm. 

### TV4 Play-wildcard
Likt den föregående säsongen kom Idol även i denna säsong att erbjuda en wildcardplats genom den så kallade TV4 Play-biljetten. Detta innebar att personer som var intresserade av att söka ånyo till Idol kunde under perioden 17–19 september 2015 ladda upp videoklipp på TV4:as hemsida på sig själva när de framförde en sång, ungefär som en audition. Därefter valde programmets jury ut ett antal kandidater som fick träffa juryn för en riktig audition. Juryn valde sedan ut två kandidater som tittarna sedan fick rösta bland.
Efter en granskning av alla inkomna bidrag valde juryn slutligen ut 19-åriga Matilda Norrgård från Lund och 25-åriga Adam Torssell från Stockholm att bli kandidater till tittarnas omröstning. Resultatet presenterades i slutet av Idols kvalfinal den 18 september, där det stod klart att Adam Torssell vunnit.

### Förändringar/nyheter
- Under auditionturnén besöktes 12 städer, vilket blev nytt rekord för svenska Idol (i tidigare säsonger har Idol endast besökt fem städer (per säsong)). Totalt besökte juryn tre städer gemensamt samt ytterligare tre städer vardera.[1][9]
- Inför auditionturnén lades föranmälning till som ett alternativ i denna säsong, då det varit ett obligatoriskt moment i säsongen 2014 (TV4 fördelade sedan de sökande till de olika städerna).[10]
- Veckofinalerna flyttades detta år från Spånga Studios i Spånga (norra Stockholm) till Stockholmsmässan i Älvsjö (södra Stockholm).[11]
- Kvalveckan och veckofinalerna ägde inte rum i samma lokal, då kvalveckan hölls i en studio i Frihamnen i Stockholm.[12]
- Nytt för säsongen är också programkonceptet Idol Revanschen, som sänds i Idol extra, där Humorgruppen De Vet Du plockat ut några av de sökande som inte fick en guldbiljett, som de vill ge en chans till en alternativ artistkarriär.

## Jury
Den 9 mars presenterades juryn för säsongen, vilket är samma jury som föregående säsong. Under de moment där juryn var samlad hade ingen utslagsröst. Istället gällde majoritetsbeslut för att gå vidare eller åka ut. Följande sitter i juryn:
- Alexander Bard
- Laila Bagge
- Anders Bagge

### Bisittare
Under auditionprogrammen gjorde var och en i juryn en egen turné i tre städer (per jurymedlem). Under dessa inspelningar tog varje jurymedlem med sig en bisittare. 
- Dominika Peczynski (med Alexander Bard)[13]
- Ralf Gyllenhammar (med Laila Bagge Wahlgren)[14]
- Molly Sandén (med Anders Bagge)[15]

## Utröstningsschema
Schemat visar hur varje deltagare placerade sig under kvalveckan och i veckofinalerna. 
| Stadium: | Stadium:                 | Kvalveckan | Kvalveckan | Kvalveckan | Kvalveckan | Kvalveckan | Kvalveckan | Veckofinalerna | Veckofinalerna | Veckofinalerna | Veckofinalerna | Veckofinalerna | Veckofinalerna | Veckofinalerna | Veckofinalerna | Veckofinalerna | Veckofinalerna | Veckofinalerna |          |          |
| Datum:   | Datum:                   | 14/9       | 15/9       | 16/9       | 17/9       | 18/9       | 18/9       | 25/9           | 2/10           | 9/10           | 16/10          | 23/10          | 30/10          | 6/11           | 13/11          | 20/111         | 27/112         | 4/12           |          |          |
| Plats    | Tävlande                 | Resultat   | Resultat   | Resultat   | Resultat   | Resultat   | Resultat   | Resultat       | Resultat       | Resultat       | Resultat       | Resultat       | Resultat       | Resultat       | Resultat       | Resultat       | Resultat       | Resultat       | Resultat | Resultat |
| 1        | Martin Almgren           |            |            |            |            |            |            |                |                |                |                |                |                |                |                |                |                | Vinnare        |          |          |
| 2        | Amanda Winberg           |            |            |            |            |            |            |                |                |                |                |                |                |                |                |                |                | Tvåa           |          |          |
| 3        | Simon Zion               |            |            |            |            |            |            |                |                |                |                |                |                |                |                |                |                | Trea           |          |          |
| 4        | Axel Schylström          |            |            |            | 3:a        | WC 4       |            |                |                |                |                |                |                |                |                | Utröst.        |                |                |          |          |
| 5        | Tove Burman              | 3:a        |            |            |            | WC 3       |            |                |                |                |                |                |                |                | Utröst.        |                |                |                |          |          |
| 6        | Frans Walfridsson        |            |            |            | 3:a        | WC 2       |            |                |                |                |                |                |                | Utröst.        |                |                |                |                |          |          |
| 7        | Ida da Silva             |            |            |            |            |            |            |                |                |                |                |                | Utröst.        |                |                |                |                |                |          |          |
| 8        | Bori Shoyebo             |            |            |            |            |            |            |                |                |                |                | Utröst.        |                |                |                |                |                |                |          |          |
| 9        | Anna-Sofia Monroy        |            |            |            |            |            |            |                |                |                | Utröst.        |                |                |                |                |                |                |                |          |          |
| 10       | Magnus Englund           |            |            |            |            |            |            |                |                | Utröst.        |                |                |                |                |                |                |                |                |          |          |
| 11       | Adam Torssell            |            |            |            |            | WC 5       |            |                | Utröst.        |                |                |                |                |                |                |                |                |                |          |          |
| 12       | Lina Rydén               |            |            |            |            |            |            | Utröst.        |                |                |                |                |                |                |                |                |                |                |          |          |
| 13       | Rebecka Alestig Thunborg |            |            | 3:a        |            | WC 1       | Utröst.    |                |                |                |                |                |                |                |                |                |                |                |          |          |
| Semi     | Herman Gardarfve         |            |            |            | 3:a        | Utröst.    |            |                |                |                |                |                |                |                |                |                |                |                |          |          |
| Semi     | Lisa Westberg            |            |            | 3:a        |            | Utröst.    |            |                |                |                |                |                |                |                |                |                |                |                |          |          |
| Semi     | Soha Akile               |            |            | 3:a        |            | Utröst.    |            |                |                |                |                |                |                |                |                |                |                |                |          |          |
| Semi     | Bahoz Gül                |            | 3:a        |            |            | Utröst.    |            |                |                |                |                |                |                |                |                |                |                |                |          |          |
| Semi     | Jonathan Jaarnek Norén   |            | 3:a        |            |            | Utröst.    |            |                |                |                |                |                |                |                |                |                |                |                |          |          |
| Semi     | Johan Hammenfors         |            | 3:a        |            |            | Utröst.    |            |                |                |                |                |                |                |                |                |                |                |                |          |          |
| Semi     | Arineh Karimi            | 3:a        |            |            |            | Utröst.    |            |                |                |                |                |                |                |                |                |                |                |                |          |          |
| Semi     | Malikah Semakula         | 3:a        |            |            |            | Utröst.    |            |                |                |                |                |                |                |                |                |                |                |                |          |          |

| Topp 12 | Top 21 | Kvalfinalens wildcard | Hänger löst/sista att gå vidare | Utröstad | Hoppade av tävlingen | Säker/går vidare | Ej avgjord tävlan/ framträder ej/ utslagen ur tävlan |

1 I resultatshowen togs inte de två sist uppropade upp på scenen bredvid programledaren utan dessa två fick sitta kvar på sina platser tills sista "gå vidare"-namnet hade ropats upp. Denna gång blev det således Martin Almgren som blev näst sist uppropad, men han behöver inte ha hamnat på den slutpositionen för det.

2 Alla tre deltagarna i semifinalen tog sig vidare till finalen. Således var det ingen som "hängde löst" eller blev utröstad denna vecka.

## Auditionuttagningarna
En auditionturné hålls under mars och april 2015, och TV-sändningarna startade sedan till hösten samma år. Innan auditionturnén började kunde man tipsa om en kompis. Inför auditionturnén hade TV4 satt upp följande krav på de sökande:
- Lägsta ålder för att delta är 16 år (senast den 1 september 2015). Är man vid söktillfället under 18 år krävs målsmans tillstånd.
- Deltagare som gick vidare i tävlingen skulle lämna in ett utdrag ur belastningsregistret till TV4.
- Alla deltagare i programmet tävlar individuellt, således fick inte musikgrupper söka.
- Hade man haft skivkontrakt sedan tidigare får man inte söka.
- Endast svenska medborgare/personer som är bosatta i Sverige fick söka till tävlingen.
- Sökande fick vid första auditiontillfället använda sig av instrument såsom gitarr eller keyboard, förutsatt att man kunde bära med sig det själv.

Den 1 mars 2015 meddelade TV4 vilka städer som Idol skulle besöka under auditionturnén. Dessa städer var:
| Sökdatum                    | Stad                        | Arena                       | Antalet guldbiljetter | Juryperson(er) i staden                  | Sändningsdatum (i TV) |
| --------------------------- | --------------------------- | --------------------------- | --------------------- | ---------------------------------------- | --------------------- |
| 13 mars                     | Kiruna                      | Vänortstorget               | 4                     | Alexander Bard & Dominika Peczynski      | 18 augusti            |
| 15 mars                     | Arvidsjaur                  | Laponiakåtan                | 6                     | Alexander Bard & Dominika Peczynski      | 25 augusti            |
| 17 mars                     | Åre                         | Åregården                   | 7                     | Alexander Bard & Dominika Peczynski      | 31 augusti            |
| 22 mars                     | Malmö                       | Slakthuset                  | 15                    | Hela juryn                               | 25:e & 26 augusti     |
| 29 mars                     | Stockholm                   | Globen                      | 24                    | Hela juryn                               | 17:e & 18 augusti     |
| 4 april                     | Göteborg                    | Eriksbergshallen            | 15                    | Hela juryn                               | 19:e & 24 augusti     |
| 10 april                    | Visby                       | ?                           | 6                     | Laila Bagge Wahlgren & Ralf Gyllenhammar | 24 augusti            |
| 12 april                    | Växjö                       | Växjö Tipshall              | 8                     | Laila Bagge Wahlgren & Ralf Gyllenhammar | 26 augusti            |
| 14 april                    | Mjölby                      | Mjölby stadshotell          | 5                     | Laila Bagge Wahlgren & Ralf Gyllenhammar | 31 augusti            |
| 17 april                    | Strömstad                   | Restaurang Göstases         | 5                     | Anders Bagge & Molly Sandén              | 26 augusti            |
| 19 april                    | Åmål                        | Åmåls torg                  | 8                     | Anders Bagge & Molly Sandén              | 19 augusti            |
| 21 april                    | Rättvik                     | Wasa biograf                | 4                     | Anders Bagge & Molly Sandén              | 31 augusti            |
| Totalt antal guldbiljetter: | Totalt antal guldbiljetter: | Totalt antal guldbiljetter: | 107                   |                                          |                       |

### Slutaudition
Slutaudition hölls det här året på Cirkus i Stockholm. Likt tidigare år var juryns uppgift att gallra ned startfältet bland de som hade fått en guldbiljett under auditionturnén.
- Dag 1: De 107 deltagarna fick göra momentet courus line som innebar att varje deltagare fick 15 sekunder på sig att visa för juryn att man skulle få vara kvar i tävlingen. Deltagarna gick in till juryn vid stora scenen i grupper i olika storlekar och sedan fick var och en gå fram till en mikrofon och göra sin sånginsats. Efter att alla i gruppen hade framfört låtar gjorde juryn direkt en bedömning av vilka som skulle få stanna kvar respektive åka ut. Totalt fick 67 personer stanna kvar medan 40 fick lämna tävlingen direkt.[18]
- Dag 2: De kvarvarande deltagarna delades upp i grupper om 5–6 personer.[18] Därefter skulle grupperna framföra en låt för juryn där alla skulle visa framfötterna. Denna gång bedömde juryn i efterhand, d.v.s. lyssnade igenom alla grupper innan beslut. Totalt fick 35 personer vara kvar.
- Dag 3: De kvarvarande deltagarna framförde solosång med liveband.
- Dag 4: Juryn beslöt vilka 20 deltagare som skulle få tävla i kvalveckan. Alla kvarvarande fick träffa juryn enskilt för ett samtal där överläggning gjordes.

## Topp 21 till kvalet
Deltagarna nedan var de som slutligen har blev utvalda att gå vidare från slutaudition till kvalveckan. De tolv fetmarkerade deltagarna blev de utvalda till veckofinalerna.
- Adam Torssell, 25 år, Stockholm (TV4 Play-wildcard)
- Amanda Winberg, 19 år, Kungsbacka
- Anna-Sofia Monroy, 16 år, Luleå
- Arineh Karimi, 17 år, Stockholm
- Axel Schylström, 22 år, Norrköping
- Bahoz Gül, 20 år, Stockholm
- Bori Shoyebo, 16 år, Göteborg
- Frans Walfridsson, 17 år, Stockholm
- Herman Gardarfve, 24 år, Visby
- Ida da Silva, 20 år, Helsingborg
- Johan Hammenfors, 20 år, Grästorp
- Jonathan Jaarnek Norén, 24 år, Göteborg
- Lina Rydén, 21 år, Karlstad
- Lisa Westberg, 21 år, Malmö
- Magnus Englund, 20 år, Umeå
- Malikah Semakula, 16 år, Stockholm
- Martin Almgren, 27 år, Lindesberg
- Rebecka Alestig Thunborg, 19 år, Partille
- Simon Zion, 26 år, Umeå
- Soha Akile, 19 år, Göteborg
- Tove Burman, 16 år, Kalix

## Kvalveckan
Kvalveckan hölls mellan den 14–18 september, vecka 38, från en tv-studio i Frihamnen i Stockholm. Under denna vecka avgjorde tittarna genom röstning vilka 12 deltagare av 21 stycken som fick gå vidare till veckofinalerna. Detta skedde genom fyra kvalheats och en kvalfinal. De första fyra kvalprogrammen var endast 60 minuter långa, medan den stora kvalfinalen var drygt två timmar lång.
Upplägget för kvalveckan var densamma som i de tre senaste säsongerna. Från början delade TV4 in deltagarna i fyra grupper: två killgrupper och två tjejgrupper med fem deltagare per grupp. De två deltagare som i varje kvalheat fick flest röster av tittarna gick vidare till kvalfinalen. Av de tolv som inte röstats vidare av tittarna valde programmets jury ut fyra stycken som fick sjunga med de åtta som gått vidare direkt. Slutligen kompletterades startfältet med tittarnas joker. Av de 13 som tävlade i kvalfinalen gick 12 vidare till veckofinalerna.
Under de fyra första kvalprogrammen sändes först timmen då deltagarna framförde respektive låt. Därefter gjordes en paus på 55 minuter, innan telefonslussarna stängdes och resultatet meddelades. Skillnaden med kvalfinalen är att sändningen är två timmar istället för en timme och att det inte skedde någon paus i röstningen. De 20 personer som valts ut från slutaudition tävlade i både kvalheaten och i kvalfinalen, medan tittarnas joker fick tävla först i kvalfinalen.

### Kvalheat 1
Programmet sändes den 14 september 2015. De två fetmarkerade deltagarna gick vidare till kvalfinalen.
1. Malikah Semakula, 16 år, Stockholm – What's My Name? (Rihanna)
2. Arineh Karimi, 17 år, Stockholm – Set Fire to the Rain (Adele)
3. Anna-Sofia Monroy, 16 år, Luleå – Master Blaster (Jammin') (Stevie Wonder)
4. Tove Burman, 16 år, Kalix – Flashlight (Jessie J)
5. Amanda Winberg, 19 år, Kungsbacka – Fancy (Iggy Azalea)

### Kvalheat 2
Programmet sändes den 15 september 2015. De två fetmarkerade deltagarna gick vidare till kvalfinalen.
1. Jonathan Jaarnek Norén, 24 år, Göteborg – Without You (David Guetta feat. Usher)
2. Simon Zion, 26 år, Umeå – Brother (Matt Corby)
3. Johan Hammenfors, 20 år, Grästorp – Amnesia (5 Seconds of Summer)
4. Bahoz Gül, 20 år, Stockholm – Earned It (The Weeknd)
5. Bori Shoyebo, 16 år, Göteborg – Rude (Magic!)

### Kvalheat 3
Programmet sändes den 16 september 2015. De två fetmarkerade deltagarna gick vidare till kvalfinalen.
1. Rebecka Alestig Thunborg, 19 år, Partille – Break Free (Ariana Grande)
2. Lina Rydén, 21 år, Karlstad – The House of the Rising Sun (The Animals)
3. Lisa Westberg, 21 år, Malmö – Rather Be (Clean Bandit feat. Jess Glynne)
4. Soha Akile, 19 år, Göteborg – Use Somebody (Kings of Leon)
5. Ida da Silva, 20 år, Helsingborg – Can't Remember to Forget You (Shakira feat. Rihanna)

### Kvalheat 4
Programmet sändes den 17 september 2015. De två fetmarkerade deltagarna gick vidare till kvalfinalen.
1. Martin Almgren, 27 år, Lindesberg – Fat Bottomed Girls (Queen)
2. Axel Schylström, 23 år, Norrköping – Torn (Nathalie Imbruglia)
3. Magnus Englund, 20 år, Umeå – We Don't Have to Take Our Clothes Off (Jermaine Stewart)
4. Herman Gardarfve, 24 år, Visby – Demons (Imagine Dragons)
5. Frans Walfridsson, 17 år, Stockholm – Jealous (Nick Jonas)

### Kvalfinalen
Programmet sändes den 18 september 2015.
1. Lina Rydén, 21 år, Karlstad – New Shoes (Paolo Nutini)
2. Bori Shoyebo, 16 år, Göteborg – Am I Wrong (Nico & Vinz)
3. Rebecka Alestig Thunborg, 19 år, Partille – (You Make Me Feel Like) A Natural Woman (Aretha Franklin)
4. Simon Zion, 26 år, Umeå – With a Little Help from My Friends (The Beatles)
5. Anna-Sofia Monroy, 16 år, Luleå – All In My Head (Tori Kelly)
6. Frans Walfridsson, 17 år, Stockholm – Stay (Rihanna)
7. Ida da Silva, 20 år, Helsingborg – Rather Be (Clean Bandit feat. Jess Glynne)
8. Tove Burman, 16 år, Kalix – Empire State of Mind (Part II) Broken Down (Alicia Keys)
9. Magnus Englund, 20 år, Umeå – You and I (Nobody in the World) (John Legend)
10. Martin Almgren, 27 år, Lindesberg – Hold Back the River (James Bay)
11. Amanda Winberg, 19 år, Kungsbacka – Wrecking Ball (Miley Cyrus)
12. Axel Schylström, 23 år, Norrköping – Snälla bli min (Veronica Maggio)
13. Adam Torssell, 25 år, Stockholm – Dancing on My Own (Robyn)

#### Kvalfinalens wildcards
1. Rebecka Alestig Thunborg (juryns wildcard)
2. Frans Walfridsson (juryns wildcard)
3. Tove Burman (juryns wildcard)
4. Axel Schylström (juryns wildcard)
5. Adam Torssell (tittarnas wildcard)

#### Utröstningen
Listar de två sistuppropade deltagarna, varav den ena erhöll minst antal tittarröster.

Den av dessa två som är markerad med mörkgrå färg var den som tvingades lämna tävlingen (den till vänster).
| Lägst antal tittarröster |               |
| Rebecka Alestig Thunborg | Adam Torssell |

## Veckofinalerna
I den första veckofinalen tävlade tolv deltagare och därefter slås en deltagare per vecka ut fram till det bara är två deltagare kvar, de två som får tävla i Idolfinalen. Varje vecka är det endast tittarna som bestämmer vilka som ska få stanna kvar i tävlingen och detta sker genom telefon- och SMS-röstning. Samtliga veckofinaler, utom finalen, äger rum på Stockholmsmässan i Älvsjö i södra Stockholm. Finalen hålls i Globen, vilket samtliga Idolfinaler (sedan 2007) har gjort. Biljetterna till finalen släpptes den 5 oktober.
Upplägget för veckofinalerna följer mönstret från tidigare säsonger. När varje veckofinal startar öppnar telefonslussarna och tittarna kan då börja telefon- och SMS-rösta på sina favoriter. Därefter får varje deltagare framföra en låt (i en startordning som TV4 avgör) och sedan gör juryn ett kortfattat utlåtande av framträdandet. När alla deltagare har sjungit klart hålls en snabbgenomgång och därefter tar programmet paus i mellan 25 och 60 minuter. Vid återkomsten hålls en ny snabbgenomgång innan telefonslussarna stänger och resultatet läses av. Deltagare som har gått vidare ropas upp en åt gången i en slumpvis vald ordning tills det bara är två deltagare kvar. En av de två deltagarna som är inte har blivit uppropade har fått minst antal röster och det är den personen som tvingas att lämna programmet. Samma process upprepas fram till sista veckofinalen med tre tävlande kvar. Efter detta hålls finalen där Idolvinnaren koras.
Efter resultatshowen i varje veckofinal hålls ett eftersnacksprogram, kallat Idol Extra, som i denna säsong programleds av de tidigare Idoldeltagarna Erik Segerstedt och Arantxa Alvarez. Dessutom håller humorgruppen De Vet Du i ett specialprogram i Extra-programmet som går under namnet Idol-revanschen. I det programmet ger gruppen personer som sökt till Idol förut, men som aldrig fick någon guldbiljett av juryn, en ny chans att stå på Idolscenen i finalen.

### Vecka 1: Fredagsparty
Sändes från Älvsjö i Stockholm den 25 september 2015. Inför veckofinalen meddelade TV4 att intäkterna från omröstningen skulle komma att skänkas till en insamling för flyktinghjälp. Denna insamling hade TV4-Gruppen startat tillsammans med organisationerna Läkare utan gränser, Rädda barnen, Röda korset, Unicef och UNHCR. Varje telefonsamtal kostade 9,90 kronor och av dessa gick 8,90 kronor oavkortat till insamlingen. På grund av att alla intäkterna gick till välgörenhet så kunde man endast samtalsrösta i denna veckofinal. Totalt samlades 1 592 806 kronor in till insamlingen.
Deltagarna står nedan i startordning.
1. Simon Zion – Uptown Funk (Mark Ronson feat. Bruno Mars)
2. Tove Burman – Domino (Jessie J)
3. Bori Shoyebo – Hula Hoop (Omi)
4. Ida da Silva – Can't Feel My Face (The Weeknd)
5. Frans Walfridsson – What Do You Mean (Justin Bieber)
6. Anna-Sofia Monroy – Tonight Again (Guy Sebastian)
7. Axel Schylström – Marvin Gaye (Charlie Puth feat. Meghan Trainor)
8. Amanda Winberg – Pokerface (Lady Gaga)
9. Adam Torssell – Love Me Again (John Newman)
10. Lina Rydén – See You Again (Wiz Khalifa feat. Charlie Puth)
11. Magnus Englund – Talking Body (Tove Lo)
12. Martin Almgren – Some Nights (Fun)

#### Utröstningen
Listar de två sistuppropade deltagarna, varav den ena erhöll minst antal tittarröster.

Den av dessa två som är markerad med mörkgrå färg var den som tvingades lämna tävlingen (den till vänster).
| Lägst antal tittarröster |             |
| Lina Rydén               | Tove Burman |

### Vecka 2: One Hit Wonders
Sändes från Älvsjö i Stockholm den 2 oktober 2015. Under sändningen uppträdde Idoltvåan Elin Bergman (från i Idol 2013) som gästartist.
Deltagarna redovisas nedan i startordning.
1. Anna-Sofia Monroy – Schakles (Mary Mary)
2. Bori Shoyebo – Baby Love (Mothers Finest)
3. Tove Burman – Don't Mess With My Man (Lucy Pearl)
4. Magnus Englund – Tainted Love (Soft Cell)
5. Axel Schylström – Save Tonight (Eagle Eye Cherry)
6. Ida da Silva – Gotta Tell Ya (Samantha Mumba)
7. Simon Zion – Somebody That I Used To Know (Gotye)
8. Adam Torssell – Dancing In the Moonlight (Toploader)
9. Martin Almgren – Bad Day (Daniel Powter)
10. Amanda Winberg – What's Up (4 Non Blondes)
11. Frans Walfridsson – The Reason (Hoobastank)

#### Utröstningen
Listar de två sistuppropade deltagarna, varav den ena erhöll minst antal tittarröster.

Den av dessa två som är markerad med mörkgrå färg var den som tvingades lämna tävlingen (den till vänster).
| Lägst antal tittarröster |              |
| Adam Torssell            | Ida da Silva |

### Vecka 3: Boyband/girlband
Sändes från Älvsjö i Stockholm den 9 oktober 2015. I denna veckofinal uppträdde gruppen Little Mix som gästartist.
Deltagarna redovisas nedan i startordning.
1. Frans Walfridsson – Sorry Seems to Be the Hardest Word (Blue feat. Elton John)
2. Tove Burman – About You Now (Sugababes)
3. Axel Schylström – Story of My Life (One Direction)
4. Magnus Englund – You Ruin Me (The Veronicas)
5. Ida da Silva – Free Your Mind (En Vogue)
6. Martin Almgren – When You're Looking Like That (Westlife)
7. Amanda Winberg – Survivor (Destiny's Child)
8. Bori Shoyebo – End of the Road (Boyz II Men)
9. Anna-Sofia Monroy – Ugly Heart (G.R.L.)
10. Simon Zion – Moves like Jagger (Maroon 5)

#### Utröstningen
Listar de två sistuppropade deltagarna, varav den ena erhöll minst antal tittarröster.

Den av dessa två som är markerad med mörkgrå färg var den som tvingades lämna tävlingen (den till vänster).
| Lägst antal tittarröster |             |
| Magnus Englund           | Tove Burman |

### Vecka 4: 90-tal
Sändes från Älvsjö i Stockholm den 16 oktober 2015. Deltagarna redovisas nedan i startordning.
1. Amanda Winberg – Baby One More Time (Britney Spears)
2. Anna-Sofia Monroy – That Don't Impress Me Much (Shania Twain)
3. Martin Almgren – Hard to Handle (The Black Crowes)
4. Frans Walfridsson – I'm Outta Love (Anastacia)
5. Tove Burman – Ironic (Alanis Morisette)
6. Axel Schylström – It Must Have Been Love (Roxette)
7. Ida Da Silva – Just a Girl (No Doubt)
8. Simon Zion – Smells Like Teen Spirit (Nirvana)
9. Bori Shoyebo – Let Me Entertain You (Robbie Williams)

#### Utröstningen
Listar de två sistuppropade deltagarna, varav den ena erhöll minst antal tittarröster.

Den av dessa två som är markerad med mörkgrå färg var den som tvingades lämna tävlingen (den till vänster).
| Lägst antal tittarröster |             |
| Anna-Sofia Monroy        | Tove Burman |

### Vecka 5: Hits på svenska
Sändes från Älvsjö i Stockholm den 23 oktober 2015. Under sändningen medverkade artisterna Jason Derulo och Danny Saucedo som gästartister.
Deltagarna redovisas nedan i startordning.
1. Bori Shoyebo – Miss Decibel (Medina)
2. Axel Schylström – Välkommen in (Veronica Maggio)
3. Tove Burman – Brinner i bröstet (Danny Saucedo)
4. Frans Walfridsson – Gubben i lådan (Daniel Adams-Ray)
5. Amanda Winberg – Knäpper mina fingrar (Linda Pira)
6. Simon Zion – Vårens första dag (Laleh)
7. Martin Almgren – Little Willie John (Peter LeMarc)
8. Ida Da Silva – Hos dig är jag underbar (Patrik Isaksson)

#### Utröstningen
Listar de två sistuppropade deltagarna, varav den ena erhöll minst antal tittarröster.

Den av dessa två som är markerad med mörkgrå färg var den som tvingades lämna tävlingen (den till vänster).
| Lägst antal tittarröster |                   |
| Bori Shoyebo             | Frans Walfridsson |

### Vecka 6: Country
Sändes från Älvsjö i Stockholm den 30 oktober 2015. Under sändningen uppträdde Robin Stjernberg som gästartist.
Deltagarna redovisas nedan i startordning.
1. Axel Schylström – Life Is a Highway (Rascal Flatts)
2. Ida Da Silva – Man! I Feel Like a Woman! (Shania Twain)
3. Simon Zion – My Silver Lining (First Aid Kit)
4. Tove Burman – Love Story (Taylor Swift)
5. Martin Almgren – Hey Brother (Avicii)
6. Amanda Winberg – Jolene (Dolly Parton)
7. Frans Walfridsson – Not Ready to Make Nice (Dixie Chicks)

#### Utröstningen
Listar de två sistuppropade deltagarna, varav den ena erhöll minst antal tittarröster.

Den av dessa två som är markerad med mörkgrå färg var den som tvingades lämna tävlingen (den till vänster).
| Lägst antal tittarröster |             |
| Ida Da Silva             | Tove Burman |

### Vecka 7: Motown
Sändes från Älvsjö i Stockholm den 6 november 2015. Under sändningen uppträdde Demi Lovato som gästartist.
Deltagarna redovisas nedan i startordning.
1. Tove Burman – I'm Coming Out (Diana Ross)
2. Axel Schylström – Hallelujah I Love Her So (Ray Charles)
3. Frans Walfridsson – Signed, Sealed, Delivered (I'm Yours) (Stevie Wonder)
4. Martin Almgren – (Your Love Keeps Lifting Me) Higher and Higher (Jackie Wilson)
5. Amanda Winberg – Respect (Aretha Franklin)
6. Simon Zion – I Got You (I Feel Good) (James Brown)

#### Utröstningen
Listar de två sistuppropade deltagarna, varav den ena erhöll minst antal tittarröster.

Den av dessa två som är markerad med mörkgrå färg var den som tvingades lämna tävlingen (den till vänster).
| Lägst antal tittarröster |             |
| Frans Walfridsson        | Tove Burman |

### Vecka 8: Kärlek
Sändes från Älvsjö i Stockholm den 13 november 2015. Under sändningen uppträdde Adam Lambert och gruppen 5 Seconds of Summer som gästartister.
En av låtarna som deltagarna tävlade med denna vecka var ett personligt val till en närstående.
Deltagarna redovisas nedan i startordning.

#### Rond 1
1. Simon Zion – I Will Wait (Mumford & Sons)
2. Tove Burman – If I Ain't Got You (Alicia Keys)
3. Amanda Winberg – Alejandro (Lady Gaga)
4. Martin Almgren – I Won't Give Up (Jason Mraz)
5. Axel Schylström – Dör för dig (Danny Saucedo)

#### Rond 2
1. Simon Zion – A Sky Full Of Stars (Coldplay)
2. Tove Burman – Not Too Young (Sabina Ddumba)
3. Amanda Winberg –  Bed Of Lies (Nicki Minaj)
4. Martin Almgren – Soldier (Gavin DeGraw)
5. Axel Schylström – Hang with Me (Robyn)

#### Utröstningen
Listar de två sistuppropade deltagarna, varav den ena erhöll minst antal tittarröster.

Den av dessa två som är markerad med mörkgrå färg var den som tvingades lämna tävlingen (den till vänster).
| Lägst antal tittarröster |            |
| Tove Burman              | Simon Zion |

### Vecka 9: Kvartsfinal (Topplistan och egen låt)
Sändes från Älvsjö i Stockholm den 20 november 2015. Under sändningen uppträdde Ellie Goulding som gästartist
Denna vecka skulle deltagarna först framföra en låt som toppat listorna och därefter en låt som de fått skrivna till sig av låtskrivare.

#### Rond 1: Topplistan
1. Axel Schylström – Don't You Worry Child (Swedish House Mafia)
2. Martin Almgren – Waiting For Love (Avicii)
3. Amanda Winberg – Hey Mama (David Guetta ft. Nicki Minaj)
4. Simon Zion – Sun Is Shining (Axwell^Ingrosso)

#### Rond 2: Egen låt
Inom parentes anges låtskrivar/e/na till respektive nyskriven låt.
1. Axel Schylström – The Champion (Oliver Lundström, Mattias Frändå, Johan Åsgärde)
2. Martin Almgren – The Best You Can Is Good Enough (Gabriel Alares, Bobby Ljunggren, Magnus Wallin, Gustaf Svenungsson)
3. Amanda Winberg – Rule The World (Eric Lundberg, Christian Jonson, Angelica Persson)
4. Simon Zion – Losin It (Jakke Erixson)

#### Utröstningen
| Lägst antal tittarröster |
| Axel Schylström          |

### Vecka 10: Semifinal (Juryns val)
Sändes från Älvsjö i Stockholm den 27 november 2015. Artisten Sabina Ddumba uppträdde som gästartist.
Denna vecka fick juryn makt att välja två låtar till varje deltagare, en utmaningslåt, samt en så kallad glänsarlåt. Juryn tog även makten denna vecka och bestämde att ingen deltagare skulle åka ut denna gång, utan samtliga tre semifinalister skulle få komma att tävla i finalen.
Deltagarna står nedan i startordning.

#### Rond 1: Glänsarlåt
1. Martin Almgren – Hello (Adele)
2. Amanda Winberg – Video Games (Lana Del Rey)
3. Simon Zion – One (U2/Mary J. Blige)

#### Rond 2: Utmaningslåt
1. Martin Almgren – The Cave (Mumford & Sons)
2. Amanda Winberg – Sax (Fleur East)
3. Simon Zion – Can't Feel My Face (The Weeknd)

### Vecka 11: Finalen
Sändes från Globen i Stockholm den 4 december 2015 (det blev åttonde säsongen i rad som svenska Idolfinalen avgjordes i Globen). I semifinalen den 27 november avgjordes det att Amanda Winberg, Martin Almgren och Simon Zion är säsongens finalister.
Då det för första gången var tre finalister i programmet var upplägget för finalen något annorlunda. Likt tidigare finaler var det tre ronder, där alla tre finalisterna uppträdde i en första rond. Alla tog med sig rösterna från semifinalen. Samtidigt som finalisterna framträdde kunde tv-tittarna telefon- och SMS-rösta på framträdandena i denna sändning. Efter rondens slut stängdes slussarna och resultatet räknades. De två som fick flest röster gick vidare till rond två och tre.
Under finalen inträffade det två missöden. Båda dessa inträffade under rond 1. Det första skedde när Amanda framförde sin låt. Mitt i hennes nummer när pyrotekniken satte igång fick hon en gnista i halsen, vilket ledde till att hon fick en hostattack och tappade därmed texten och kunde inte framföra numret som hon hade tänkt. Men trots detta gick hon vidare till slutronden. Det andra missödet var när Pär Lernström skulle avslöja vem som fick den sista platsen till slutronden. Minuten innan han gjorde det visades det en bild på att både Martin och Amanda skulle utmana varandra i slutronden, vilket det också blev. Därmed föll spänningen då Globens publik och en del tittare visste i god tid vilka två som skulle slåss om titeln. Detta berodde på den mänskliga faktorn.
Nedan redovisas finalisterna enligt startordning.

#### Rond 1: Eget val
1. Martin Almgren – Don't Stop Believin' (Journey)
2. Amanda Winberg – Holy Grail (Jay-Z ft. Justin Timberlake)
3. Simon Zion – Bulls on Parade (Rage Against the Machine)

#### Rond 2: Tittarnas val
1. Martin Almgren – Some Nights (Fun)
2. Amanda Winberg – Knäpper mina fingrar (Linda Pira)

#### Rond 3: Vinnarlåten
1. Martin Almgren – Can't hold me down
2. Amanda Winberg – Can't hold me down

Här nedan listas den deltagare som erhöll flest antal tittarröster och därmed vann Idol 2015.
| Vinnaren       |
| Martin Almgren |